# Isothecium mutabile
Isothecium mutabile là một loài rêu trong họ Brachytheciaceae. Loài này được Brid. Spruce mô tả khoa học đầu tiên năm 1847.